# Вибухова забутовка виробок
Вибухова забутовка виробок (рос. взрывная забутовка выработок, нім. Hinterfüllung durch Sprengung) — випереджаюче підривання групи зарядів у покрівлі для перекриття виробки породою, що обвалена вибухом. Застосовується для зменшення дії повітряної хвилі при підземній відбійці методом камерних зарядів без забійки виробок.